# Liste der denkmalgeschützten Objekte in Zahořany u Domažlic
Grundlage dieser Liste der denkmalgeschützten Objekte in Zahořany u Domažlic ist die ÚSKP-Liste (Ústřední seznam kulturních památek České republiky, deutsch Zentrale Liste der Kulturdenkmäler der Tschechischen Republik), die von der tschechischen Denkmalschutzbehörde NPÚ (Národní památkový ústav, deutsch Nationale Denkmalbehörde) seit 1987 geführt wird und an die seit dem Jahr 1850 geschaffenen Listen anschließt.

## Denkmalgeschützte Objekte nach Ortsteilen

### Zahořany u Domažlic
| Lage                                  | Objekt    | Beschreibung                      | ÚSKP-Nr.                  | Bild |
| ------------------------------------- | --------- | --------------------------------- | ------------------------- | ---- |
| Zahořany u Domažlic Nr. 30 (Standort) | Bauernhof |                                   | 22145/4-2264 Info Katalog | BW   |
| Zahořany u Domažlic Nr. 16 (Standort) | Speicher  | Bauernhof, davon nur der Speicher | 26044/4-2261 Info Katalog | BW   |
| Zahořany u Domažlic Nr. 19 (Standort) | Speicher  | Bauernhof, davon nur der Speicher | 35359/4-2263 Info Katalog | BW   |
| Zahořany u Domažlic Nr. 17 (Standort) | Bauernhof |                                   | 45002/4-2262 Info Katalog | BW   |

### Stanětice
| Lage                           | Objekt               | Beschreibung                      | ÚSKP-Nr.                  | Bild |
| ------------------------------ | -------------------- | --------------------------------- | ------------------------- | ---- |
| Stanětice Nr. 23 (Standort)    | Speicher             | Bauernhof, davon nur der Speicher | 15409/4-2215 Info Katalog | BW   |
| Stanětice Dorfplatz (Standort) | Kirche hl. Kunigunde | 1. Hälfte 14. Jahrhundert         | 41436/4-2214 Info Katalog | BW   |